# سنت جرج (یوتا)
سنت جرج (به انگلیسی: St. George) شهری در ایالت یوتا کشور ایالات متحده آمریکا است که جمعیت آن در سرشماری سال ۲۰۱۰ میلادی، ۷۲٬۸۹۷ نفر بوده‌است.